# Dodge Tomahawk
A Dodge Tomahawk é uma veículo conceito introduzido pela Dodge no Salão do Automóvel internacional Norte-Americano de 2003.
A Tomahawk atraiu atenção significativa da indústria e da imprensa por seu design impressionante, seu uso de um motor de 10 cilindros de grande capacidade, e suas quatro rodas de acoplamento fechado, que davam uma aparência de motocicleta e alimentavam o debate sobre se era ou na verdade não era uma motocicleta.
A Tomhawk possuí um motor do Dodge Viper V10 SRT10 de 505 pol³ (8.2L), com potência divulgada de 506 cv / 500 hp (370 kW).
Origialmente, a Tomahawk foi produzida para tentar ultrapassar os 700km/h, mas sem sucesso.
Podia ser a mota mais rápida do mundo, mas como não foi produzida em série, seu motor é do Dodge Viper, essa tentativa não correu como esperado.
Atualmente é uma relíquia e raramente se vai ver na estrada.